# 范昆沙達
范昆沙達（？—？），林邑國第三王朝第二代國王范陽邁二世在位時期的將軍。大致活躍於南朝宋宋文帝劉義隆元嘉年間。
林邑國因曾侵略當時仍在南朝宋控制下的日南郡及九德郡，而令劉義隆大怒，元嘉二十三年（即公元446年）二月下令交州刺史檀和之攻林邑國，檀和之派遣司馬蕭景憲爲前鋒令當時林邑國皇帝范陽邁二世聞之懼怕，希望進貢金一萬斤、銀十萬斤、銅三十萬斤及歸還所侵略之日南戶，但林邑國大臣愺僧達（或作䓯僧達）勸諫阻止，范陽邁二世派遣大帥范扶龍防守北方邊界區栗城，及後檀和之圍堵區栗城。與此同時范陽邁二世另外派遣范昆沙達救助范扶龍，但宗軍以振武將軍宗愨潛兵迎擊，令范昆沙達任務失敗。而范扶龍亦在同年五月被檀和之斬剎，區粟城因而陷落。及後宋軍逼近林邑國都，范陽邁二世因此需要逃亡。